# Quinapondan
Quinapondan ist eine philippinische Stadtgemeinde in der Provinz Eastern Samar. Sie hat 14.779 Einwohner (Zensus 1. August 2015).

## Baranggays
Quinapondan ist politisch in 25 Baranggays unterteilt.
| - Anislag - Bagte - Barangay No. 1 (Pob.) - Barangay No. 2 (Pob.) - Barangay No. 3 (Pob.) - Barangay No. 4 (Pob.) - Barangay No. 5 (Pob.) - Buenavista - Caculangan - Cagdaja - Cambilla - Cantenio - Naga | - Paco - Rizal (Pana-ugan) - San Pedro - San Vicente - Santa Cruz (Loro Diyo) - Santa Margarita - Santo Niño - Palactad (Valley) - Alang-alang - Barangay No. 6 (Pob.) - Barangay No. 7 (Pob.) - San Isidro |